# Tiranet gris-i-blanc
El tiranet gris-i-blanc (Pseudelaenia leucospodia) és un ocell de la família dels tirànids (Tyrannidae) i única espècie del gènere Pseudelaenia.

## Hàbitat i distribució
Habita zones àrides de matoll de les terres baixes del Pacífic del sud-oest de l'Equador, incloent les illes de La Plata i Puná, i nord-oest del Perú.